# Sulfiniminy
Sulfiniminy (také nazývané N-sulfinyliminy nebo thiooxim-S-oxidy) jsou organické sloučeniny, druh iminů, které mají sulfinové skupiny navázané na atom dusíku. Sulfiniminy díky přítomnosti chirální N-sulfinylové odtahující elektrony reagují stereoselektivně. Lze pomocí nich provádět 1,2-adice organokovových sloučenin na iminy. N-sulfinylová skupina vytváří výraznou a předvídatelnou stereoselektivitu, racemizaci vzniklých produktů zabraňuje stabilizace na dusíkovém atomu (díky tomu je možné použít sulfiniminové skupiny jako chránící skupiny pro aminy). Sulfinylové chirální pomocníky lze snadno odstranit kyselou hydrolýzou. Adice organokovových sloučenin na N-sulfinyliminy je používána k přípravě aminů a jejich derivátů, které se často používají při asymetrické syntéze mnoha biologicky aktivních sloučenin.

## Příprava
První metodu přípravy (racemických) sulfinimidů popsal Franklin A. Davis v roce 1974, šlo o oxidaci p-toluen-sulfenylimidů kyselinou m-chlorperoxybenzoovou. O tři roky později byla popsána enantioselektivní příprava p-toluen-sulfinimidů reakcí Andersenova činidla (menthyl p-toluensulfinátu) s metaloketiminy, takto však lze získat pouze N-sulfinyliminy s ketonovými skupinami. Širší spektrum N-sulfinyliminů lze připravit asymetrickou oxidací nechirálních sulfenyliminů chirálními oxaziridiny. Tento postup měl velký význam v začátcích rozvoje chemie N-sulfinyliminů, ovšem jeho využitelnost je omezena obtížností přípravy N-sulfonyloxaziridinu. Vhodnější je příprava pomocí Andersenova činidla, kterou lze použít k získání p-toluen-sulfinyliminů z alifatických i aromatických aldehydů.
Nejčastějším způsobem asymetrické syntézy sulfiniminů je kondenzace enantiomerně čistých primárních sulfinamidů s aldehydy nebo ketony.. K usnadnění reakce se používají slabší Lewisovy kyseliny, jako například Ti(OCH2CH3)4 i jiná vysoušedla. Mnoho sulfinamidů je možné zakoupit, a to jako  (R)- i (S) izomery. Nejběžnější jsou p-toluen-sulfinamid (Davisův sulfinamid) a terc-butansulfinamid (Ellmanův sulfinamid).

## Použití
Deriváty p-toluensulfinyliminu lze použít při diastereoselektivní syntéze α-aminokyselin, β-aminokyselin, syn- a anti-2,3-diaminoesterů, α-aminoderivátů aldehydů a ketonů,, β-aminoketonů, α-aminofosfonátů, aziridin-2-karboxylátů a aziridin-2-fosfonátů. Mnoho z těchto syntéz lze provést pomocí terc-butylsulfinyliminů; při asymetrické syntéze aminů jsou nutné, protože organolithná a Grignardova činidla reagují se sulfinylovým atomem síry p-toluen-sulfinyliminů. Přidáním slabších kyselin lze ze vzniklých sulfinamidů snadno odstranit N-sulfinylové skupiny, čímž se vytvoří samotné deriváty aminů. U terc-butylsulfinyliminů přitom dochází ke snadnému odstranění vedlejších produktů.